# Laurence Plumridge
Laurence Anthony Eugene Plumridge, född 7 maj 1949 i Katarina församling i Stockholm, död 24 maj 2020 i Stenkullen, Lerums kommun, var en svensk skådespelare, sångare och pjäsförfattare.  

## Biografi
Plumridge studerade vid Göteborgs Scenskola. Efter studierna engagerades han 1974 vid dåvarande Norrköping-Linköping stadsteater. Han var därefter engagerad vid Backa teater i Göteborg sedan 1982. Ett antal av hans pjäser har producerats av Backa teater.
Han var gift med Marianne Bensow Plumridge med vilken han hade två barn.

## Filmografi
- 1969 – Konfrontation
- 1975 – Gyllene år (TV-serie)
- 1990 – En midsommarnattsdröm
- 1996 – Gisslan
- 1998 – Rena rama Rolf (TV-serie)

## Teater

### Roller (ej komplett)
| År   | Roll                   | Produktion                                                               | Regi                 | Teater                           |
| ---- | ---------------------- | ------------------------------------------------------------------------ | -------------------- | -------------------------------- |
| 1970 | Kungen                 | Tronföljaren Jan Gemvik                                                  | Jan Gemvik           | Pistolteatern                    |
| 1970 | Ivan den förskräcklige | Agricola och räven Paavo Haavikko                                        | Marjatta Karukoski   | Teater 9                         |
| 1972 |                        | Romeo och Julia William Shakespeare                                      | Bernhard Krook       | Hallwylska palatset              |
| 1974 | Fortunio               | Ljusstaken Alfred de Musset                                              | Olle Johansson       | Norrköping-Linköping stadsteater |
| 1974 |                        | Kärleksföreställningen Margareta Garpe, Suzanne Osten och Gunnar Edander | Tom Deutgen          | Norrköping-Linköping stadsteater |
| 1975 |                        | Afrika talar Okot p'Bitek                                                | Kerttu Thorén        | Norrköping-Linköping stadsteater |
| 1975 | Tomas                  | Kung David Brita Lang                                                    | Torsten Sjöholm      | Norrköping-Linköping stadsteater |
| 1975 | Nick                   | Vem är rädd för Virginia Woolf? Edward Albee                             | John Zacharias       | Norrköping-Linköping stadsteater |
| 1975 | Poliskonstapeln        | Brevbäraren från Arles Ernst Bruun Olsen                                 | Torsten Sjöholm      | Norrköping-Linköping stadsteater |
| 1976 |                        | Jorden runt på 80 dagar Jules Verne                                      | Bertil Norström      | Norrköping-Linköping stadsteater |
| 1976 | Konstantin             | Måsen Anton Tjechov                                                      | Brigitte Ornstein    | Norrköping-Linköping stadsteater |
| 1976 | Andre guden            | Den goda människan från Sezuan Bertolt Brecht och Paul Dessau            | Lars Gerhard Norberg | Norrköping-Linköping stadsteater |
| 1977 | Tybalt Apotekaren      | Romeo och Julia William Shakespeare                                      | Hans Elfvin          | Norrköping-Linköping stadsteater |
| 1977 | Carl Michael           | Söndagpromenaden Lars Forssell                                           | Lars Gerhard Norberg | Norrköping-Linköping stadsteater |
| 1980 |                        | De tre tjockisarna Jurij Olesja                                          | Gun Jönsson          | Norrköping-Linköping stadsteater |
| 2001 |                        | Eliza George Bernard Shaw                                                | Eva Bergman          | Backa teater                     |
| 2002 |                        | Hatten är din Mats Kjelbye                                               | Alexander Öberg      | Backa teater                     |
| 2002 |                        | Nefertitis barn Jonna Nordenskiöld                                       | Malin Stenberg       | Backa teater                     |
| 2003 |                        | Cabaret John Kander, Fred Ebb och Joe Masteroff                          | Alexander Öberg      | Backa teater                     |